# Aeroportul Luzhou Yunlong
Aeroportul Luzhou Yunlong (IATA: LZO, ICAO: ZULZ) este un aeroport din Republica Populară Chineză ce deservește zona Luzhou⁠(d). Aeroportul a fost tranzitat în 2022 de 1.243.170 de pasageri. A fost deschis în 10 septembrie 2018 și numit după zona deservită.
aeroportul dispune de o singură pistă.